# Olszynka (Korsze)
Olszynka (deutsch Waldriede) ist ein Dorf in der polnischen Woiwodschaft Ermland-Masuren. Es gehört zur Gmina Korsze (Stadt- und Landgemeinde Korschen) im Powiat Kętrzyński (Kreis Rastenburg).

## Geographische Lage
Olszynka liegt in der nördlichen Mitte der Woiwodschaft Ermland-Masuren, 15 Kilometer nordwestlich der Kreisstadt Kętrzyn (deutsch Rastenburg).

## Geschichte
Waldriede wurde als Vorwerk des Guites Seeligenfeld (heute polnisch Błogoszewo) am 11. Mai 1896 gegründet. Es gehörte zum Kreis Rastenburg im Regierungsbezirk Königsberg in der preußischen Provinz Ostpreußen. Im Jahre 1905 zählte es 70 Einwohner.
Bis 1945 war Waldriede nach Seeligenfed eingemeindet. Das in den 1920er Jahren in Waldriede bestehende kleine Gut mit Vorwerk umfasste 265 Hektar und war Eigentum von Karl William. Er verkaufte das Gut 1928, aufgeteilt in mehrere Lose. Zum Teil wurde das Land aufgesiedelt. Das 1896 errichtete Gutshaus ist mit Umgürtungen und Simsen aus Klinkerstein verziert. Es ist heute Privateigentum.
1945 wurde das gesamte südliche Ostpreußen in Kriegsfolge an Polen überstellt. Davon war nun auch Waldriede bestroffen, das die polnische Namensform „Olszynka“ erhielt. Das Dorf ist heute Sitz eines Schulzenamtes (polnisch Sołectwo) und als solches eine Ortschaft innerhalb der Stadt- und Landgemeinde Korsze (Korschen) im Powiat Kętrzyński (Kreis Rastenburg), bis 1998 der Woiwodschaft Olsztyn, seither der Woiwodschaft Ermland-Masuren zugehörig. Im Jahre 2011 zählte Olszynka 140 Einwohner.

## Kirche
Bis 1945 war Waldriede in die evangelische Kirche  Paaris (polnisch Parys) in der Kirchenprovinz Ostpreußen der Kirche der Altpreußischen Union sowie in die katholische Kirche Korschen (polnisch Korsze) im Bistum Ermland eingepfarrt.
Heute gehört Olszynka katholischerseits zur Pfarrei Parys im jetzigen Erzbistum Ermland, evangelischerseits zur Pfarrei Kętrzyn in der Diözese Masuren der Evangelisch-Augsburgischen Kirche in Polen.

## Verkehr
Olszynka liegt an einer Nebenstraße, die von der Woiwodschaftsstraße 590 in Korsze abzweigt und über Błogoszewo (Seeligenfeld) nach Warnikajmy (Warnikeim) führt. Die nächste Bahnstation ist Korsze an den Bahnstrecken Białystok–Ełk–Korsze und Posen–Toruń–Olsztyn–Korsze.